# Палеоазиатская мифология

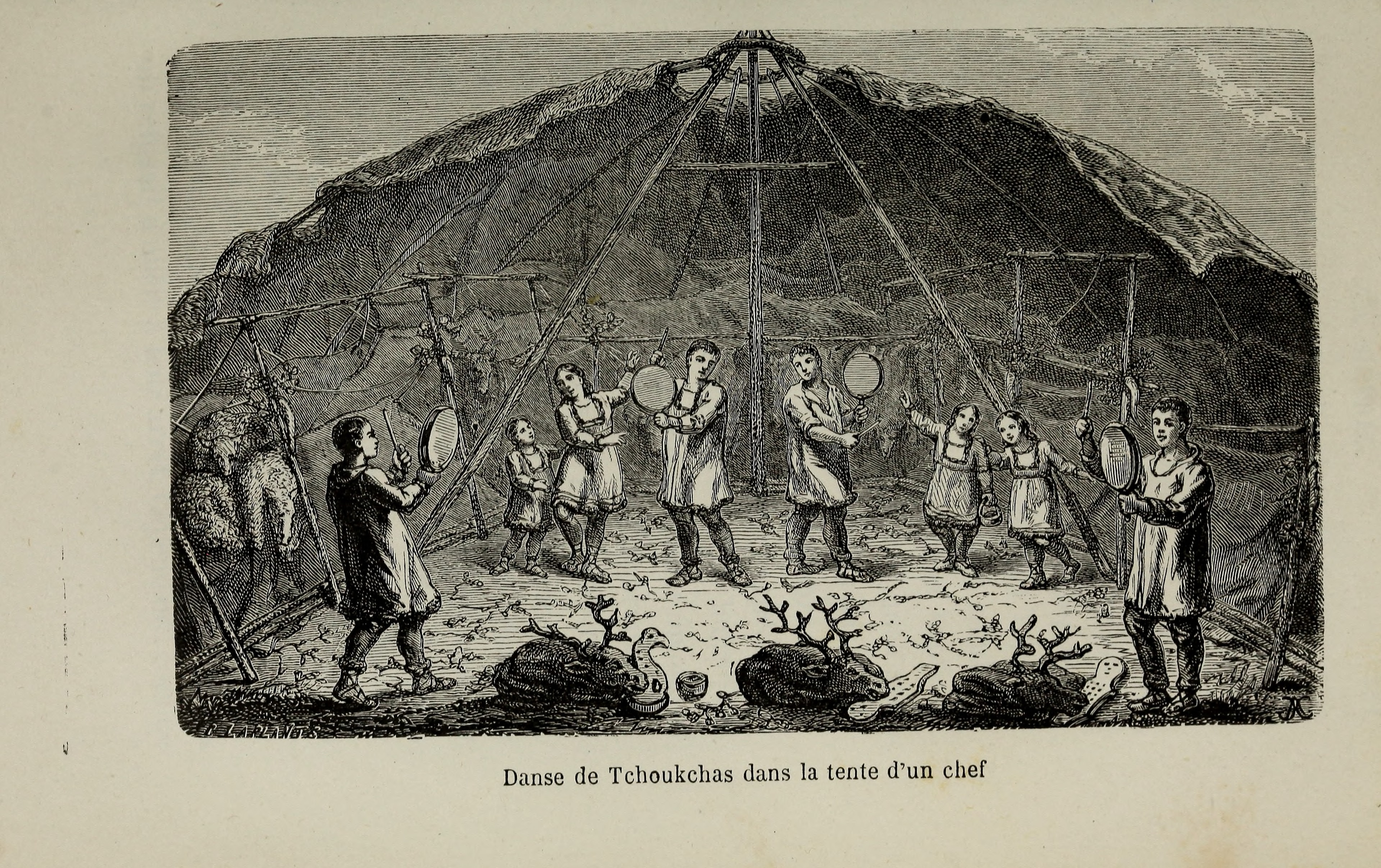
Чукчи (Фердинанд де Лануа, «Сибирь по свидетельствам недавних путешественников», 1868)

Палеоазиатская мифология, мифология северо-восточных палеоазиатских народов — мифология чукотско-камчатской группы народов — чукчей, коряков, ительменов. Одна из наиболее архаичных мифологий Азии.

## Понятие
Термин «палеоазиатские народы» для большой группы народов северной и северовосточной Сибири (чукчи, коряки, ительмены, нивхи, юкагиры, кеты; иногда эскимосы и алеуты) был введён в середине XIX века русским этнографом Л. И. Шренком, предполагавшим, что эти народы являются потомками древнейшего населения северной Азии. Однако единство языков и культуры, в том числе мифологии, имеют только северо-восточные палеоазиатские народы. По языку ительмены обособлены от чукчей и коряков, но в отношении мифологии и фольклора наиболее обособлены чукчи, мифология которых испытала сильное влияние эскимосской.
Древнейший компонент палеоазиатской мифологии (в основном «вороньи» мифы) имеет близкие параллели в мифологии индейцев северо-западного побережья Северной Америки (особенно тлинкитов и атапасков) по причине как непосредственных контактов, так и, предположительно древнейших генетических связей. Более слабые следы наблюдаются в мифах эскимосов, алеутов, юкагиров.

## Космология
Космологическая концепция представляет собой обычное для мифологической модели мира деление на верхний, средний и нижний миры. У чукчей верхний и нижний миры иногда делятся ещё на пять, семь или девять миров (слоев). Одновременно распространено представление о неопределённой множественности миров. Живущие в одном мире при переходе в другой умирают. Верхний мир («облачная земля») населяет «верхний народ» (чук. гыргоррамкын) или «народ рассвета» (чук. тнаргы-рамкын). К верхним существам (чук. Ваыргын) принадлежат творец, рассвет, зенит, полдень, Полярная звезда. Последняя представляется как кол, к которому, подобно оленям, привязаны другие звёзды. Звёзды и созвездия часто представлены в качестве людей. Так, Арктур считается предводителем звёзд, Альтаир-Тараред из созвездия Орла — существом Пегитген, раньше являвшемся родоначальником племени, Орион (Руль-тегнын) — горбатым стрелком из лука, созвездие Льва — его женой и др. Солнце представляется богатым ездоком на белых оленях, луна — солнцем злых духов. У коряков и ительменов большое значение имеют «облачные люди» (иногда они дети творца), называющие земных людей «нижними жителями». В мифологии чукчей в некоторых частях неба обитают определённые категории мертвецов. У коряков считается, что одна из человеческих душ после смерти поднимается на небо к верховному существу, а другая душа, тень через погребальный костёр уходит в нижний мир. В преддверии царства мёртвых обитают «люди ранних времён» и расположен мир собак. Проходя через это место, душа должна быть с ними ласковой. В нижнем мире обитают также злые духи, поедающие души.
В представлениях чукчей на краю горизонта есть проходы между скалами, то размыкающиеся, создавая ветер и пропуская перелётных птиц, то смыкающиеся. Неподвижная Полярная звезда также считается проходом через все миры: герои могут прилетать на орле или громовой птице, по солнечному лучу, по дыму костра, по нитке от иголки, воткнутой в небо. Мифологической моделью мира выступает также жилище — столб-лестница в центре корякской полуземлянки символизирует связь верхнего и нижнего миров и предположительно отражает представление о мировом древе.

## Высшие божества
Пантеон северо-восточных палеоазиатов имеет аморфный, незавершённый характер. Основными его элементами выступают: пассивное верховное небесное существо; активный культурный герой, имеющий черты плута-трикстера (Ворон); ряд небесных существ; различные духи-хозяева (данная категория менее развита, чем в других сибирских традициях); различные виды злых духов и противостоящих им шаманских духов, а также сделанных человеком амулетов-заместителей. Эти духи неразрывно связаны с амулетами и ритуальной функцией. Большинство персонажей имеют двойную (зооантропоморфную) природу, и антропоморфные черты более стабильны.
Верховное небесное существо более неопределённое, чем у других северных народов Сибири и Америки. Это существо ассоциируется или отождествляется с верхом, небом, солнцем, моделирует верхний мир, космический порядок в целом, способствует круговороту душ людей и размножению оленей. Его основные определения и функции включают: «существо», «сила» (коряк. вагыйнын, чук. вагыргын) — понятие, включающее у чукчей некоторые звёзды, и др.; «вселенная», «наружное» (корякск. найнынен, чук. наргынэн) — высшее существо как модель космоса, космический порядок в целом и противопоставляющее внешний мир человеческому микрокосму; «некто наверху», «верхнее существо» (корякск. гычголен, чук. гырголвагыргын); «надзиратель», «наблюдатель» (гинагитальын) — наблюдает и покровительствует людям с большой дистанции, редко прямо вмешивается в их жизнь; «творец» (тенан-томгын, только у чукчей; в корякских заклинаниях так именуется Ворон, совершающий дела творения в представлениях северо-восточных палеоазиатов); «духи-хозяева» или «место существования» (корякск. этыны), предположительно, как «верховный хозяин» над местными хозяевами; «громовник» (корякск. ки-гигыльын). С. П. Крашенинников указывает на связь с громом также ительменского «хозяина зверей» Пилячуча. Одной из функций небесного хозяина в представлениях коряков была отправка душ (уйичит, упырыт) умерших родственников в чрево матери. Иногда у чукчей небесное божество отождествляется с «оленьим существом» (коравагыргын), следящим за стадом и связанным с определённым амулетом. Небесное божество коряков становится объектом культа в первую очередь в контексте оленеводческих праздников, как и у некоторых других сибирских народов. Связь с ительменским Пилячучем, покровителем диких оленей, может говорить, что функция покровителя оленеводству вытеснило функцию покровителя охоте. Небесное божество связано также с некоторыми солярными «направлениями» — рассветом, полднем, зенитом, или с самим солнцем.
К небесным (верхним) существам в мифологии чукчей относятся 22 «направления»: зенит (вершина, среднее существо), полдень, солнце (частично отождествляемое с полднем), надир (отождествляемый с тьмой и полуночью), Полярная звезда. К «существам» причисляются также мухоморы, рассматриваемые как особое «племя». Мухоморы являются источником наркотической ритуальной еды, поэтому они имеют большое значение в мифологии всех палеоазиатских народов. Так, ительменские сказки повествуют о мухоморных девушках, соблазняющих и уводящих с собой охотников.
Духи-хозяева палеоазиатов (корякск. этын, чук. этын и авынральын) смешаны с богами и шаманскими духами, особенно в ительменской мифологии. Крашенинников писал, что творцом и хозяином моря у ительменов является Утлейгон, но гораздо популярнее рыбообразный морской бог Митг, посылающий рыб в реки, — своего рода хозяин рыб. Хозяином земных зверей у ительменов считается Пилячуч (по Г. В. Стеллеру, Билюкай), маленький человечек, обитающий в облаках, громовник. Он носит парку из росомахи и разъезжает на птицах, чаще всего на куропатках. Пилячуч связывается с облачными духами — камули, камуда. Как хозяин зверей, главным образом диких оленей, ему соответствует корякско-чукотский Писвусъын. Он маленького роста, ездит на коршунах или мышах, связывается с птицами или мышами и питается запахом. В представлениях прибрежных чукчей Писвусъын владеет и на морскими зверями. Хозяином морских зверей чукчи считают Кереткуна, образ которого почти тождествен эскимосскому Касаку. У Кереткуна и его жены чёрные лица, головные повязки и одежда из кишок морских животных. Они едят тела утопленников и могут помочь против злых духов. В честь Кереткуна-Касака справляются осенние праздники чукчей и эскимосов. Коряки представляют хозяина моря более неопределённо. Он может иметь облик краба или морского животного. Хозяйка моря иногда может отождествляться с хозяйкой погоды.

## Низшая мифология
В представлениях северо-восточных палеоазиатов природный объект и его «дух» часто сливаются в единое целое: как великан, живущий на краю земли и создающий холодный ветер, встряхивая снег лопатой; старуха — хозяйка ветров, которая стряхивает снег с жилища; громовая птица, шумом крыльев создающая гром; молния в образе одноглазого человека и др. Чукотская демонология частично совпадает с эскимосской. В ней присутствует большое число существ, имеющих промежуточное положение между духами — хозяевами земли и сакрализованными животными: касатка, превращающаяся летом в волка, восьминогий костяной белый медведь Кочатко (у эскимосов Агдлак); чудовищные горностай и тритон; заклинания упоминают Канайольгын, космическую рыбу времён творения. Космическая рыба известна также финно-угорской мифологии.
Собственно злые духи несут болезнь и смерть: корякск. кала, нинвит, реже камак, чук. кэле, иногда тейнгычыт (убийцы), ср. ительм. Кана. Они обитают под землёй или в пустынных местах на западе, но не на море. Злые духи могут проникать в очаг с левой стороны через дымовое отверстие, вызывать болезни стрелами, кусать и похищать души людей. Они имеют облик животных или людей с острыми головами, иногда многоголовые, одноглазых, с длинными зубами и ногтями и др. Под землёй они живут обратно симметрично относительно живущих на земле: когда на земле светло, под землёй темно, «левое» и «правое» меняются местами и др. Эти духи владеют чёрными собаками и медведями. Негативно окрашены «западный», «нижний», «левый», «чёрный», «лунный» (луна выступает как солнце злых духов кэле). Согласно В. Г. Богоразу в представлениях чукчей присутствуют чудовища реккен, живущие в полуземлянках и охотящиеся на людей.
Согласно Крашенинникову, ительмены называли шаманских духов кугуйгудучь. Отдельные духи имели свои имена (кугулугай, техчюч, уерагынч и др.). Это существа имеющие небольшой рост, чёрного цвета и обитающие на горных сопках. Богораз и В. И. Иохельсон указывали, что у коряков и чукчей шаманские духи называются анан, энэн — так же именовались христианский Бог, кресты, иконы. Чукчи называют их янра кэлъет («отдельные духи»). Эти духи имеют облик животных (волк, медведь, ворон, орёл, чайка, морж, кит и др.) или домашней утвари (котелки, молотки, иголки, ложки и др.).
Духи-охранители присутствовали в виде фетишей, амулетов-заместителей. Согласно Крашенинникову, у ительменов в этой роли выступают болванчики ажулинач, идолы хантай — человечек с рыбьим низом, и ажушак, стоящие у очага. Вместо хантая иногда ставится урыльдач, ряд кольев с обтёсанными головами. Чукчи и коряки часто именуют духов-охранителей оккамак или откамак — «деревянный дух». Главным считается деревянный прибор для добычи огня (корякск. гычгыч, чук. гыргыр), обладающий антропоморфными чертами. Он выступает хранителем очага и оленьего стада. Известны также охранители лодки, сетей, детей, связки семейных охранителей — деревянных мужчины, женщины и их детей. Охранителями считались сама лодка и лестница в корякской землянке («старуха»). У коряков защитниками семейства и селения были также предки — первые жители селения, особо почитаемые в рамках культа аппапилей («дедов»). Промысловые морские животные, кит, нерпа и др., не входят в постоянный пантеон, но являются объектами промысловых культовых праздников. Богораз, связывал их с мифом об умирающем и воскресающем звере. Охота рассматривается как приход промыслового зверя «в гости» и считается его временной смертью, за которой следует отправка его в море и последующее воскресение, оживление и возвращение.
Героические мифы повествуют о могучих богатырях, бесстрашно поражающих врагов. Их художественные образы связаны с трудовой жизнью охотника, рыболова, оленевода и морского зверобоя.

## Ворон
Ворон (Кутх у ительменов; Кутхи, Куйки у коряков, чаще всего Большой Ворон — Куткынняку, Куйкынняку; Куркыль у чукчей), первопредок — культурный герой и трикстер выступает центральным, активным и, предположительно, древнейшим персонажем палеоазиатской мифологии. Он является главным персонажем мифов творения у чукчей и всего повествовательного фольклора коряков и ительменов. Ворон играет небольшую культовую роль. Он фигурирует в шаманских заклинаниях против злых духов и в обрядовых играх, Ворон и его жена изображались на сакральной лестнице в землянке, коряки обращались к нему при зажигании нового очага, ительмены во время праздника кричали кита Вороном. Однако он имеет большое значение в мифологии. В отличие от других персонажей, он специфически связан с мифическим временем. В чукотском фольклоре Ворон выступает главным персонажем «вестей начала творения». Коряки и ительмены определяют мифическое время как время, когда жил Ворон и его семья. В корякско-ительменских преданиях Ворон, «совершив свои подвиги», покинул Камчатку, оставив людей, которые не хотели внимать его советам. Ворон противопоставлен патриархальным семейным предкам аппапилям как общеплеменной первопредок, Большой дед (Ачиченяку у коряков Пенжинской губы Охотского моря), создатель (у чукчей) или прародитель (у коряков и ительменов) первых людей и прямой предок камчатских коренных жителей.
Архаические чукотские мифы творения («вести начала творения») Ворон (Куркыль) часто следует поручению творца, но сам выполняет роль демиурга: создаёт рельеф местности, собак, китов, тюленей, оленей, птиц, первых людей, которых оно обучает говорить и есть мясо животных, создаёт их одежду и деревянный снаряд для добычи огня. Главным подвигом Куркыля является добыча света и небесных светил, поскольку ранее они существовали лишь в верхней вселенной. У коряков Ворон выступает не в качестве творца, а как первопредок, но при сопоставлении с фольклором индейцев в данном случае также заметны отголоски творческих деяний Ворона: добыча пресной воды у хозяина моря, похищение небесных светил и др. Под именем Тенантомван (творца) Ворон фигурирует в заклинаниях коряков против злых духов. В приводимых Крашенинниковым ительменских мифах Ворон (Кутх) выступает как первопредком, так и творцом: вместе со своей сестрой он либо спускается землю с неба, либо творит её из своего сына Сымскелина. Горы и долины считаются следами его пребывания на Камчатке. Его сын Тыжил-Кутху творит животных, делает первую лодке, вяжет первую сеть из крапивы.
В палеоазиатском фольклоре, особенно у коряков, Ворон побеждает злых духов шаманскими силами и хитростью, в качестве могучего шамана он защищает от злых духов своё семейство, «своих» от «чужих», людей от не-людей (духов). Также в качестве шамана он успокаивает бури, ветра и делает трюки по добыче пищи у оленеводов. Шаманскую нарту Ворона иногда возят мыши. Эта черта сближает его с Писвусъыном. В качестве идола и шаманских духов Ворон может использовать части своего тела. В фольклоре коряков и ительменов Ворон — патриарх большого семейства. У него есть жена — Мити (у Стеллера и Крашенинникова — Хахи, Илькхум, Савина), его старший сын — Эмемкут, старшая дочь — Тинианавыт (ительменск. Синаневт). Количество и имена других детей варьируются в разных местностях. Часто встречаются его соперники — двоюродный брат и сестра Иля и Кылю, иногда Сисильхан (Чичикан), а также сестра Сирим. Сказки коряков и ительменов о браках детей Ворона имеют характер мифа о возникновении начал социальной организации общества через введение экзогамии. Чаще всего повествуется о двух попытках заключить брак, первая неудачная, вторая удачная. Через ряд переходных ступеней дети Ворона отказываются от инцестуального брака и от брака с бесполезными существами и переходят к браку с существами, которые представляют природные силы и от которых зависит хозяйственное благополучие. За счастливым браком описывается удачная охота и китовый праздник, через ритуал обеспечивающий оживление убитого кита и появление в будущем новых китов. Когда сыновья Ворона уходят на охоту на диких оленей, он сам Ворон пытается добыть пищу, иногда из несъедобных отбросов. Он делает попытку изменить жене с дочерью богатых оленеводов, лисой, женщиной-лососем. Иногда он может менять пол или нарушать правила полового разделения труда, пытается присвоить семейные запасы пищи, притворившись мёртвым и поедая ритуальную еду, и др. Но все трюки Ворона, направленные против «своих» и нарушающие родовые нормы, как правило, проваливаются, жена торжествует над ним, голод сменяется изобилием благодаря усилиям сыновей.
По оценке Е. М. Мелетинского, сказания, мифологические сказки и анекдоты о Вороне и его народе (семействе) фокусируют в себе всю палеоазиатскую мифологию. В его образ наиболее отчётливо проявляются ряд общих черт, сближающих палеоазиатскую мифологию с другими архаическими мифологиями: совмещение человеческой и животной природы, лёгкость разнообразных превращений, перемещений и подмен одних существ другими, дробления тела, человеческого и животного, на качественно однородные части и др.

## Позднейшее развитие
Большинство палеоазиатских сказок и исторических преданий недавнего происхождения соотносятся со сказками европейских народов и историей освоения региона русскими в XVII—XIX веках. В этом фольклоре выделяются бытовые сказки и исторические рассказы. Они отражают общественный и бытовой уклад охотников, рыболовов и оленеводов, а также их соседей, включая русских. Волшебные сказки XIX—XX веков включают таких персонажей, как цари, их слуги и чиновники, русские и иностранные купцы, местные богачи, скупщики пушнины, духовенство. В числе волшебных предметов, помогающих человеку спастись от бед, появляются относящиеся к русскому домашнему быту: живая и мёртвая вода, кольцо, гребень, табакерка, игла и др.
В одном рассказе чукчей первые люди забывают на стоянке огниво, которое превращается в человека. Ворон-творец говорит ему: «…будь же ты русским… Делай чай, табак, сахар, соль, посуду! Другие будут брать от тебя!». В другом чукотском рассказе русский возникает из огнива и создаёт горы, реки, озёра, придаёт земле «настоящий вид».